# Ҍ
Ҍ, ҍ は、キリル文字のひとつ。現在は、キルディン・サーミ語（サーミ語の一方言）にしか使われない。半軟音であるので、ЬやЪのように、音の価値は無い。キルディン・サーミ語では、Д、ТとНなどの文字にしか使われない。

## Ҍに関わる諸事項
初期キリル文字のѢ（ヤチ）とは別の文字である。

## 呼称
- ロシア語: ポールミャーフキーズナーク（полумягкий знак）、ィウ（ҍ）
- サーミ語: ィウ（ҍ）
- 英語: セミソフトサイン（semisoft sign）

## 符号位置
| 大文字 | Unicode | JIS X 0213 | 文字参照        | 小文字 | Unicode | JIS X 0213 | 文字参照        | 備考 |
| ------ | ------- | ---------- | --------------- | ------ | ------- | ---------- | --------------- | ---- |
| Ҍ      | U+048C  | -          | &#x48C; &#1164; | ҍ      | U+048D  | -          | &#x48D; &#1165; |      |